# 薩雷阿加什區
41°37′12″N 68°43′12″E / 41.62000°N 68.72000°E

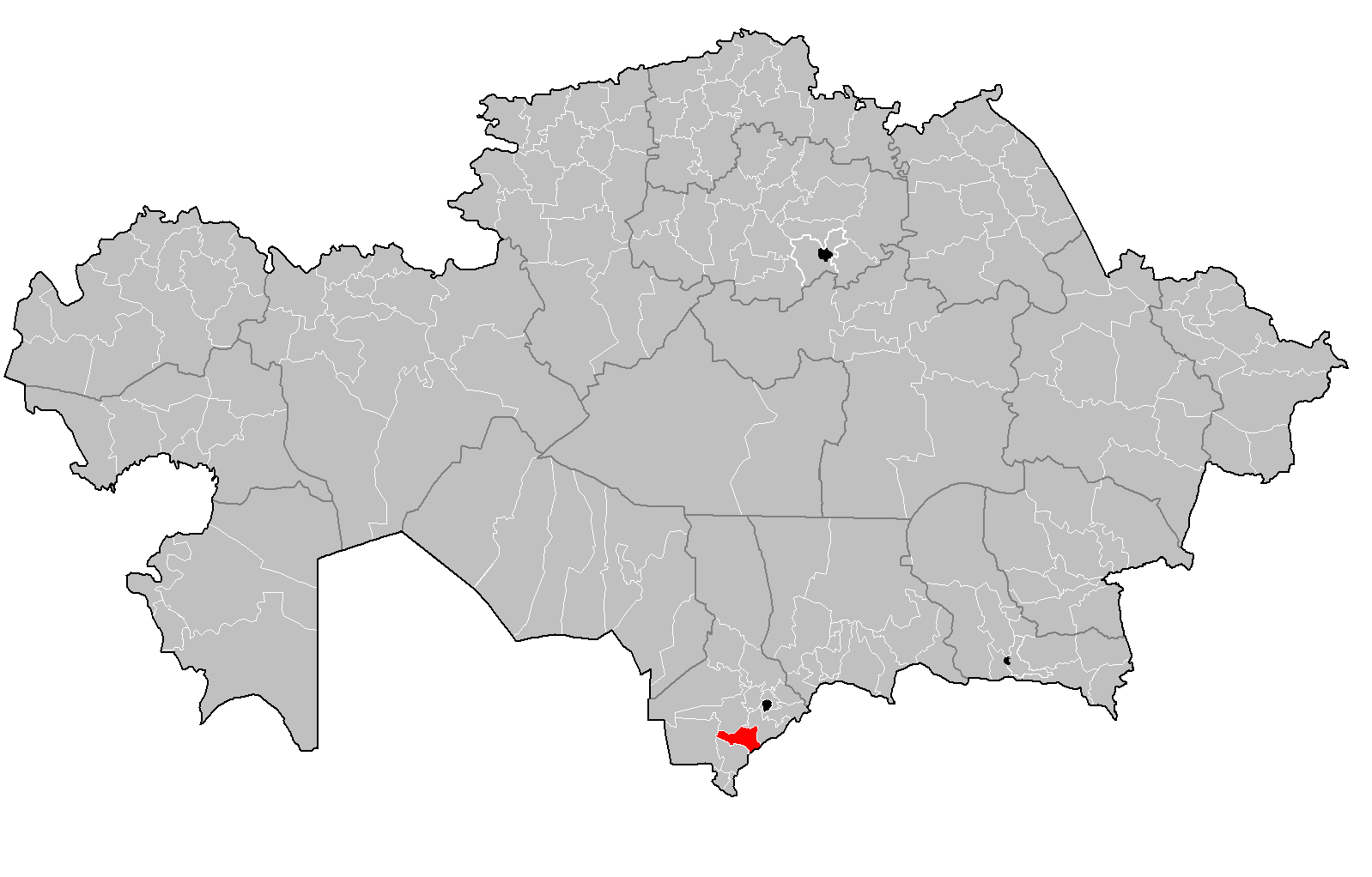

薩雷阿加什區是哈薩克斯坦的行政區，位於該國南部，由突厥斯坦州負責管轄，首府設於薩雷阿加什，始建於1928年，面積7,700平方公里，2019年人口186,109。